# Isochromodes despoliata
Isochromodes despoliata là một loài bướm đêm trong họ Geometridae.